# Орден «За исключительные заслуги» (Словения)
Орден «За исключительные заслуги» (словен. Red za izredne zasluge) — государственная награда Республики Словения.

## Положение
Орден «За исключительные заслуги» присваивается гражданам Республики Словения за выдающиеся заслуги и достижения в деле утверждения суверенитета государства, его процветания, престижа и прогресса в культурных, экономических, научных, социальных и политических сферах.
В исключительных случаях, орден может быть вручен группе граждан, юридическим лицам, другим организациям, а также высшим иностранным государственным деятелям.

## Описание
Знак ордена представляет собой трилистник белой эмали с золотой каймой и огранённым гранатом в центре. Между лучами серповидные штралы голубой эмали с выступающими над ними заострёнными плоскими золотыми лучиками.
Знак крепится к треугольной колодочке, обтянутой шёлковой муаровой лентой жёлтого цвета с тонкой красной полоской по центру.
 Инсигнии ордена включают орденскую планку, обтянутую шёлковой муаровой лентой жёлтого цвета с тонкой красной полоской в центре.